# Krzeszyce (gemeente)
De gemeente Krzeszyce is een landgemeente in het Poolse woiwodschap Lubusz, in powiat Sulęciński.
De zetel van de gemeente is in Krzeszyce.
Op 30 juni 2004 telde de gemeente 4501 inwoners.

## Oppervlakte gegevens
In 2002 bedroeg de totale oppervlakte van gemeente Krzeszyce 194,22 km², waarvan:
- agrarisch gebied: 42%
- bossen: 50%

De gemeente beslaat 16,5% van de totale oppervlakte van de powiat.

## Demografie
Stand op 30 juni 2004:
| Omschrijving                   | Totaal | Totaal | Vrouwen | Vrouwen | Mannen | Mannen |
| ------------------------------ | ------ | ------ | ------- | ------- | ------ | ------ |
| eenheid                        | aantal | %      | aantal  | %       | aantal | %      |
| inwoners                       | 4501   | 100    | 2169    | 48,2    | 2332   | 51,8   |
| bevolkingsdichtheid (inw./km²) | 23,2   | 23,2   | 11,2    | 11,2    | 12     | 12     |

In 2002 bedroeg het gemiddelde inkomen per inwoner 1490,4 zł.

## Plaatsen
Brzozowa, Brzozówka, Czartów, Dębokierz, Dzierzążna, Jeziorki, Karkoszów, Kołczyn, Krasnołęg, Krępiny, Krzemów, Krzeszyce, Łąków, Łukomin, Malta, Marianki, Maszków, Muszkowo, Piskorzno, Przemysław, Rudna, Rudnica, Studzionka, Świętojańsko, Zaszczytowo.

## Aangrenzende gemeenten
Bogdaniec, Deszczno, Lubniewice, Słońsk, Sulęcin, Witnica